# Domnești (Argeș)
Domnești is een Roemeense gemeente in het district Argeș.
Domnești telt 3229 inwoners.